# Charlie Wright
Charlie Wright (Glasgow, Escocia; 11 de diciembre de 1938 – 28 de diciembre de 2024) fue un futbolista y entrenador de fútbol hongkonés nacido en Escocia que jugó en la posición de guardameta.

## Carrera

### Club
| Periodo   | Club                 | Apariciones | Goles |
| --------- | -------------------- | ----------- | ----- |
| 1957-1958 | Rangers FC           | 0           | 0     |
| 1958–1963 | Workington AFC       | 123         | 0     |
| 1963–1966 | Grimsby Town FC      | 129         | 0     |
| 1966–1971 | Charlton Athletic FC | 195         | 0     |
| 1971–1973 | Bolton Wanderers FC  | 88          | 0     |

### Selección nacional
Jugó para Hong Kong en un partido amistoso ante Perú en 1966 donde detuvo un penal.

### Entrenador
| Periodo   | Club                |
| --------- | ------------------- |
| 1977–1980 | York City FC        |
| 1985      | Bolton Wanderers FC |

## Logros
- Tercera División de Inglaterra (1): 1972/73